# 트리젠

트리젠의 위치

트리젠(독일어: Triesen)은 리히텐슈타인에서 3번째로 큰 지방 자치체로, 인구는 4,759명(2008년 기준), 면적은 26.4km2, 높이는 512m이다. 15세기에 건설된 역사적인 교회와 1863년에 건설된 역사적인 방직 공장이 들어서 있다.

시기
시 문장